# Bahadurganj (Uttar Pradesh)
Bahadurganj è una suddivisione dell'India, classificata come nagar panchayat, di 16.177 abitanti, situata nel distretto di Ghazipur, nello stato federato dell'Uttar Pradesh. In base al numero di abitanti la città rientra nella classe IV (da 10.000 a 19.999 persone).

## Geografia fisica
La città è situata a 25° 53' 54 N e 84° 13' 20 E.

## Società

### Evoluzione demografica
Al censimento del 2001 la popolazione di Bahadurganj assommava a 16.177 persone, delle quali 8.294 maschi e 7.883 femmine. I bambini di età inferiore o uguale ai sei anni assommavano a 3.282, dei quali 1.667 maschi e 1.615 femmine. Infine, coloro che erano in grado di saper almeno leggere e scrivere erano 8.923, dei quali 5.296 maschi e 3.627 femmine.